# BUB1B
 BUB1 бета  — серин/треониновая протеинкиназа митотической контрольной точки, кодируемая у человека геном BUB1B.

## Функция
Этот ген кодирует киназу, являющуюся ключевым звеном контрольной точки сборки веретена деления в митозе. Белок локализован в кинетохорах и играет важную роль в ингибировании комплекса стимуляции анафазы, задерживая начало анафазы и обеспечивая надлежащую сегрегацию хромосом. Функция этой протеинкиназы нарушена при многих формах рака.
Повышенная экспрессия BubR1 у мышей расширяет период здоровой жизни.

## Взаимодействия
BUB1B, как было выявлено, взаимодействует с:
- AP2B1,[4]
- BRCA2[5]
- BUB3,[4][6][7]
- CDC20,[8][9][10][11][12][13]
- HDAC1,[14]
- MAD2L1,[8]
- SNCG.[15]